# Унгірати

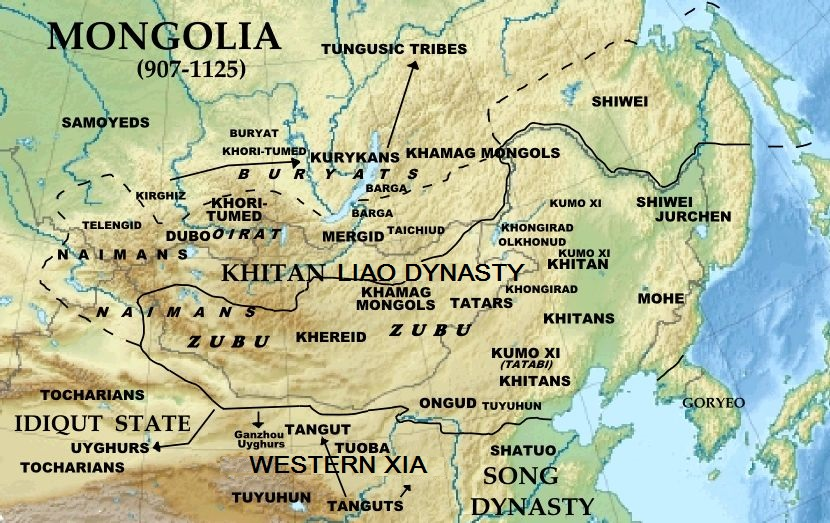
Монголія ХІ ст. Хонгірати - на сході, сусіди киданів і татарів

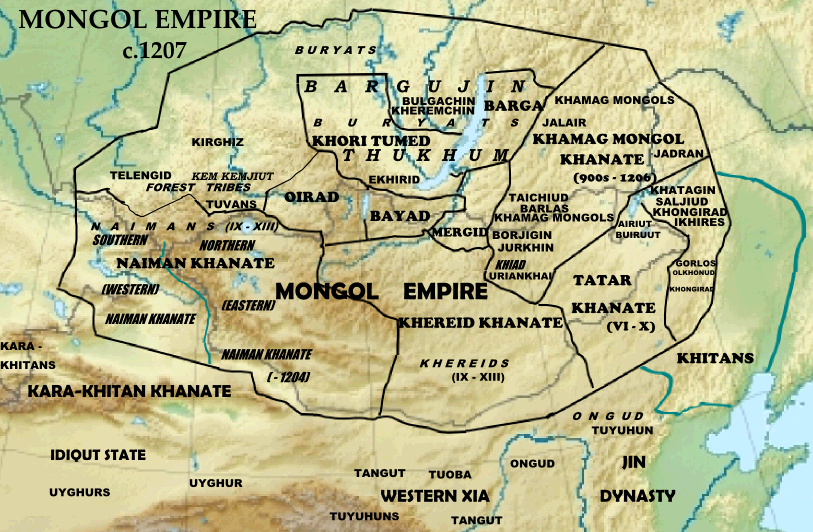
Монголія 1207 р. Хонгірати - на сході.

Унгірати, або хонгірати (монг. хонгирад, ᠬᠣᠩᠭᠢᠷᠠᠳ; монг. 弘吉剌部, hóngjílá) — у середньовіччі монгольське плем'я зі Східної Монголії, з монгольсько-манчжурського пограниччя. Жили на сході Монгольського плато. З племені походило багато дружин-красунь монгольських каганів і ханів Монгольської та Юанської імперій. Брали участь в етногенезі цілої низки монгольських, тюркських та іранських народів.

## Назва
- Унгірати[1], або онгірати (лат. Onggirat, Ongirat) — реконструкція, що базується на назві кит.: 甕吉剌, яка зустрічається в джерелах.
- Конграти[2][3]
- конгірати (монг. Qoŋğırat, Қоңғырат)
- кунграти[4][5]
- кунгірати[6]
- хонгхірат[7],
- хонгірати[8] (ᠬᠣᠩᠭᠢᠷᠠᠳ; монг. хонгирад, англ. Khongirad) — сучасна монгольська назва.
- Onggirat, Ongirat
- Qongrat, Khungirat,[1] Kungrad,[2] Qunghrãt,
- Вангціла (монг. 王紀剌, Wangjila)
- Йонгцілє (яп. 雍吉烈, Yongjilie)
- Гуангціла (кит.: 廣吉剌, Guangjila)

## Історія

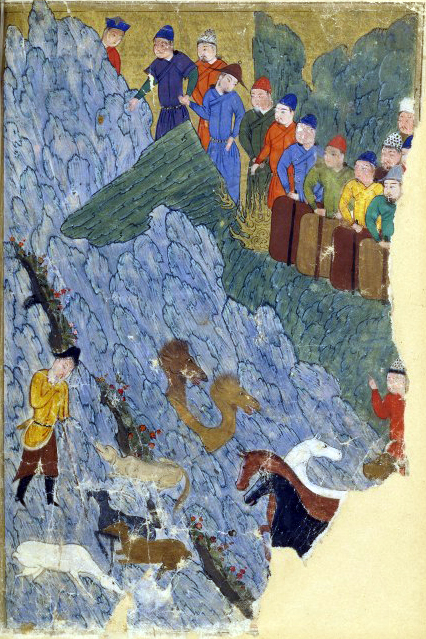
Кунгірати. Джамі ат-таваріх. Рукопис XV століття, Герат

Відповідно до монгольської генеалогічної легенди унгірати належали до монголів-дарлекінів, тобто до нащадків Нукуза й Кіяна, які вийшли у місцевість Ергуне-кун. З часом дарлекіни, розмножившись, вирішили вийти з тіснини Ергуне-кун «на простори степу».
Розгалужена структура роду унгірат та, одночасно, близькість окремих його гілок одна до одної відображалась у монгольських родоводах як походження від синів людини, яку називали Золота посудина. Старший його син, Джурлук-мерген, поклав початок власне унгіратам; діти двох інших синів — Кубай-Шире (Інкірас (Іхірес) та Олкунут) і Тусубу-Дауда (Каранут (Харнуд) і Кункліут (Хонхлут), а також нащадки останнього — Куралас (Горлос) й Елджигін) — стали епонімами відповідних родів.
Унгіратками були дружини Хабул-хана (Кара-ліку) й Чингісхана (Борте); Оелун, дружина Єсугея, походила з роду олхонут — гілки унгіратів.

## Роди

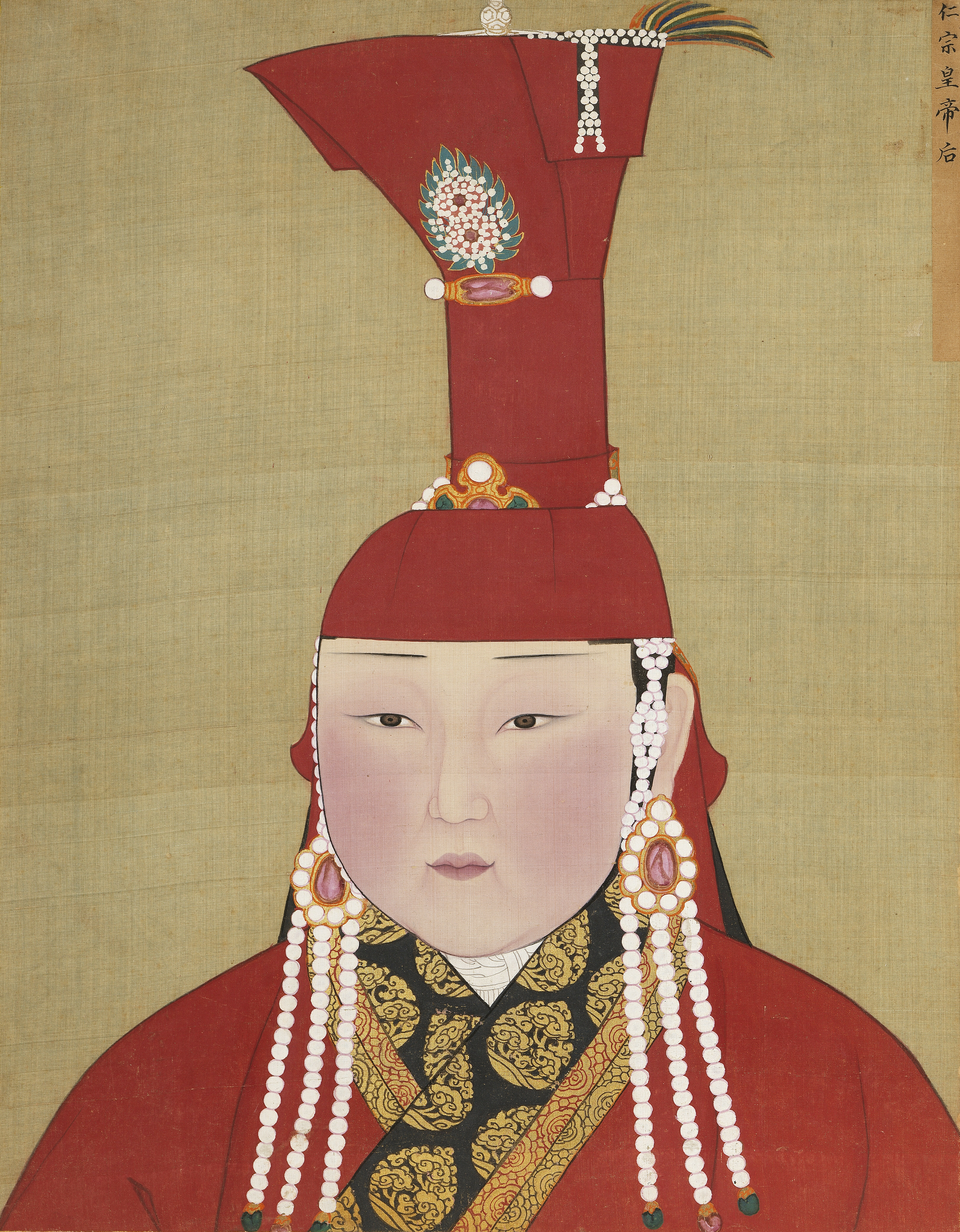
Раднашірі з племені хонгіратів, дружина великого хана Аюрбарібади.

- Онгірати, Конгірати (Onggirad,Qonggirad)
- Ікіраси (Ikirās)
- Олкунути (Olqunūt)
- Каранути (Qaranūt)
- Конклюти (Qonqliūt)
- Курласи (Qorlās)
- Елжигіни (Eljigin)
- Боскули (Bosqūl)